# Dragoslav Šekularac
Dragoslav Šekularac (en cirílico: Драгослав Шекуларац; Štip, Yugoslavia, actualmente Macedonia del Norte, 30 de noviembre de 1937-Belgrado, 5 de enero de 2019) fue un futbolista y entrenador yugoslavo.
Apodado "Šeki" Šekularac es considerado uno de los jugadores más importantes en la historia del Estrella Roja de Belgrado y fue uno de los únicos cinco jugadores que han sido galardonados con la Zvezdine zvezde, la estrella que concede el club a sus mejores jugadores. Internacional con Yugoslavia, fue subcampeón de Europa en 1960. Era muy rápido y astuto con el balón, desplegando habilidades que giraron muchas cabezas. Poseía una confianza suprema en sí mismo junto con una impecable habilidad técnica, siendo uno de los más grandes hombre espectáculo que atraían a las multitudes en la historia del fútbol de Yugoslavia. Su enorme popularidad a través de la República Federal de Yugoslavia durante el inicio de los años 1960 fue trascendental en los deportes siendo uno de los más reconocidos individuos del país. Como entrenador, dirigió varios equipos en Canadá, Colombia, Australia, Serbia, México y España así como a la Selección Nacional de Guatemala para la calificación de la Copa Mundial FIFA en 1986.

## Trayectoria

### Inicios
Dragoslav Šekularac nació en Štip una pequeña ciudad de Yugoslavia (que está localizada en lo que hoy en día es Macedonia del Norte). Cuando era pequeño, llegó a Belgrado, ya que su padre consiguió un trabajo en el ministerio de agricultura, e ingresó a las divisiones inferiores del Estrella Roja, después de la Segunda Guerra Mundial.

### Estrella Roja
Šekularac debutó como profesional en el club Estrella Roja de Belgrado, en 1955 a la edad de 17 años, el 6 de marzo de 1955 en la parte final de la Liga en la campaña 1954-55 bajo la orden del entrenador Milovan Ćirić. El joven registraría solo una aparición más en la liga al final de esa temporada. Por lo tanto la siguiente temporada 1955-56 presentó un avance inmediato. El talentoso volante se hizo un hueco en la nómina titular, y empezó a ser figura del club. En esa misma temporada, fue cuando Dragoslav se convirtió en un jugador importante para su equipo, ya que fue un jugador fundamental en esa época, que era el que controlaba el ritmo del equipo.
En el equipo de Belgrado, Šekularac fue figura y gracias a sus grandes actuaciones con su club, ganó el título de la Liga Yugoslava de manera convincente. Contribuyó con siete goles, siendo un elemento atractivo por su calidad de juego en el medio campo del equipo. Al inicio de la temporada 1956-57 Šekularac fue llamado a la selección nacional. Y en noviembre y diciembre representó a FPR Yugoslavia en los Juegos Olímpicos de 1956 en Melbourne, Australia. Después de superar las presiones y responsabilidades, fue un estelar de la liga, ayudando al Estrella Roja a otro título. Tuvo una importante participación en la Copa Europea de Campeones, campaña que finalizó en semifinales al ser derrotado por AC Fiorentina.
Todo el éxito lidereado por el entrenador Ćirić hizo que el S.S Lazio le ofreciera una oferta como entrenador del equipo italiano la cual fue aceptada. En su lugar llegó Miša Pavić quién había sido mentor de Šekularac en las fuerzas básicas. La temporada no fue muy exitosa pero él siguió brillando individualmente. Los oponentes incrementaron su defensiva, siendo él foco de atracción y recibiendo múltiples golpes lo que forzó su endurecimiento en los juegos. Batalló con problemas de lesiones causadas por esas férreas defensivas originando la pérdida de la mitad de la campaña quedando el Estrella Roja fuera de la pelea por el título.
En la temporada 1958-1959, continúo lesionado y reapareciendo posteriormente. Cuando las cosas no andaban bien con su equipo, "Seki", se echó el equipo al hombro y tras una gran temporada, fue fundamental para que Estrella Roja ganara el doblete, la Liga y la Copa de Yugoslavia, ante su archirrival el FK Partizan. Con el Estrella Roja, Dragoslav Šekularac se convirtió en referente del equipo. En 1959 el industrial italiano Gianni Agnelli tenía la orden del equipo italiano Juventus de contratar al joven de 21 años. Pero la transferencia fue detenida por los altos dirigentes del Gobierno Comunista de la FPR Yugoslavia por el ministro del Interior Aleksandar Ranković comentando que "Šeki" era necesario en el país para "entretenimiento para la clase trabajadora".
Se consideró como uno de los mejores jugadores de su época, y ganó además 5 títulos de liga, y 2 de copa, siendo siempre fundamental para que el club los consiguiera. En 1966, tras 11 grandes años, donde fue figura, ídolo de la afición y ganó títulos; Dragoslav deja el club de Belgrado, y se va al fútbol de Alemania, para jugar en el Karlsruher SC.

### Selección de Yugoslavia
Gracias a sus buenas actuaciones con Estrella Roja, el de Štip, fue convocado por primera vez a la selección de Yugolavia para jugar los Juegos Olímpicos de Melbourne 1956 a la edad de 18 años. De ahí en adelante sería habitual en las convocatorias de su selección, donde también fue un jugador importante y jugó los Mundiales de Suecia 1958 y de Chile 1962, donde sería importante para que su país llegara hasta las semifinales y lograra el cuarto lugar. En las dos Copas del Mundo que disputó, jugó 9 partidos, siendo titular en todos ellos. Además, Dragoslav jugó la Eurocopa de 1960, donde Yugoslavia llegó a la final y quedó subcampeón.  

### Incidente con un árbitro
Šekularac también es recordado como el autor de un infame incidente ocurrido en otoño de 1962, cuando agredió al árbitro Pavle Tumbas en medio de un partido de liga. Fue suspendido un año y medio por ello. Además sus grandes habilidades técnicas como futbolista, también fue objeto de críticas por su falta de juego en equipo y su actitud general en el campo, en ocasiones irrespetuoso.Šekularac

### Alemania, Estados Unidos y regreso a Yugoslavia
En el Karlsruher SC, el yugoslavo tuvo una buena temporada, donde fue figura del club y tuvo buenos partidos. En el segundo semestre de 1967, se fue a jugar al St. Louis Stars de los Estados Unidos, donde jugaría seis meses, para luego regresar a Yugoslavia, para jugar en el OFK Belgrado donde tuvo un buen año. 

### Independiente Santa Fe
En 1969, tras un año en Belgrado, el yugoslavo cruzó el Océano Atlántico, junto al técnico Toza Veselinović y llegó a la ciudad de Bogotá, la capital de Colombia para jugar en Independiente Santa Fe. La expectativa por la llegada de los yugoslavos en la capital, era muy grande, ya que ambos eran conocidos por los grandes partidos que jugaron con la selección de Yugoslavia. Sin embargo, los yugoslavos no llenaron las expectativas de la afición santafereña, ya que desde su debut con Santa Fe en un Clásico bogotano contra Millonarios, no se vio esa diferencia de juego en la cancha, y Dragoslav según algunas versiones, se rehusaba a jugar lejos de Bogotá. Sin embargo, con el paso de los días, el yugoslavo iba retomando su nivel y junto a Alfonso Cañón, se le vieron muy buenos partidos. En 1970, Šekularac ganó su único título con Santa Fe, tras ganar el torneo organizado por la Federación Venezolana de Fútbol; la Copa Simón Bolívar. Santa Fe siguió disfrutando de su gran juego en algunos partidos, hasta que el yugolavo decidió cambiar a Santa Fe por el máximo rival; Millonarios. 

### Millonarios
A mediados de 1971, Dragoslav decidió ir a Millonarios, donde curiosamente también debutaría con derrota ante el Cúcuta Deportivo. En Millonarios, el yugoslavo tuvo algunos partidos buenos, pero no se terminó de consolidar en la nómina, por lo que se fue al Atlético Bucaramanga. 

### Bucaramanga
Al llegar al Atlético Bucaramanga, el yugoslavo tenía la meta de volver a retomar su nivel, sin embargo en la capital del departamento de Santander, jugó solo un partido amistoso y por problemas económicos, decidió volver a Millonarios.

### Regreso a Santa Fe
Tras una segunda etapa en Millonarios, Dragoslav regresó a Independiente Santa Fe, donde tendría nuevamente buenos partidos pero no logró llegar a su mejor nivel y a final de año puso rumbo a la ciudad de Cali, para jugar en el América.

### América de Cali
En el segundo semestre de 1972, después de su paso por Millonarios, llegó al América, donde jugó 8 partidos, hasta el partido en Bogotá contra Millonarios donde tuvo el incidente con su compañero de equipo José Antonio Pla.   Así, a final de año el gran jugador yugoslavo dejó el fútbol colombiano.

### Paris F.C.
Tras su paso por Colombia, el yugosavo retornó a Europa, a jugar al Paris Football Club de Francia, donde jugó el segundo semestre de 1974. 

### Serbian White Eagles
En 1975, se fue a jugar al club Serbian White Eagles, del fútbol de Canadá. Allí, se retiría del fútbol profesional después de una gran carrera.

## Vida personal
Šekularac fue políglota ya que además de hablar el serbio, también hablaba el portugués, el inglés y el español.
Su hermano menor llamado Mirko Šekularac también fue futbolista profesional.

### Muerte
Murió el 5 de enero de 2019 en Belgrado, Serbia. No se informó la causa de su muerte.

### En la cultura popular
- Šekularac fue probablemente el primer superstar deportivo en Yugoslavia, cuya fama trascendió los límites deportivos. Su popularidad durante su apogeo fue tal que incluso participó en un festival de comedia en 1962 Seki shima pazi una película relacionada con el fútbol construida alrededor de su figura pública.

- En el 2006, se realizó una biografía titulado Covek za sca vremena (The All-Time Man) "El hombre de todos los tiempos" por Dušan Popović siendo publicada en Belgrado.

- En 2011, Šekularac (con el periodista serbio deportivo Jovo Vuković) escribió su autobiografía titulada (Ja, Šeki) (I, Šeki) (Yo Šeki). El libro fue también publicado en Belgrado.

## Clubes

### Como futbolista
| Club                      | País           | Año       |
| ------------------------- | -------------- | --------- |
| Estrella Roja de Belgrado | Yugoslavia     | 1955-1966 |
| Karlsruher SC             | Alemania       | 1966-1967 |
| St. Louis Stars           | Estados Unidos | 1967      |
| OFK Belgrado              | Yugoslavia     | 1968-1969 |
| Santa Fe                  | Colombia       | 1969-1970 |
| Millonarios               | Colombia       | 1971      |
| Atlético Bucaramanga      | Colombia       | 1971      |
| Millonarios               | Colombia       | 1972      |
| América de Cali           | Colombia       | 1972      |
| Millonarios               | Colombia       | 1973      |
| Santa Fe                  | Colombia       | 1973      |
| Paris Football Club       | Francia        | 1974      |
| Serbian White Eagles      | Canadá         | 1975      |

### Como entrenador
| Club (*)                  | País           | Año       |
| ------------------------- | -------------- | --------- |
| Serbian White Eagles      | Canadá         | 1975      |
| OFK Mladenovac            | Yugoslavia     | 1975      |
| Selección nacional        | Guatemala      | 1984–1985 |
| Footscray JUST            | Australia      | 1986–1987 |
| Estrella Roja de Belgrado | Yugoslavia     | 1989-1990 |
| Club América              | México         | 1990-1991 |
| Al Nassr                  | Arabia Saudita | 1992      |
| Heidelberg United FC      | Australia      | 1993      |
| Marbella                  | España         | 1994-1995 |
| Busan IPark               | Corea del Sur  | 1996      |
| FK Obilić                 | Serbia         | 1998-2000 |
| Serbian White Eagles      | Canadá         | 2006      |

## Palmarés

### Campeonatos nacionales
| Título             | Club                      | País       | Año  |
| ------------------ | ------------------------- | ---------- | ---- |
| Liga de Yugoslavia | Estrella Roja de Belgrado | Yugoslavia | 1956 |
| Liga de Yugoslavia | Estrella Roja de Belgrado | Yugoslavia | 1957 |
| Copa de Yugoslavia | Estrella Roja de Belgrado | Yugoslavia | 1958 |
| Liga de Yugoslavia | Estrella Roja de Belgrado | Yugoslavia | 1959 |
| Copa de Yugoslavia | Estrella Roja de Belgrado | Yugoslavia | 1959 |
| Liga de Yugoslavia | Estrella Roja de Belgrado | Yugoslavia | 1960 |
| Liga de Yugoslavia | Estrella Roja de Belgrado | Yugoslavia | 1964 |
| Copa de Yugoslavia | Estrella Roja de Belgrado | Yugoslavia | 1964 |

### Campeonatos Internacionales
| Título             | Club     | País     | Año  |
| ------------------ | -------- | -------- | ---- |
| Copa Simón Bolívar | Santa Fe | Colombia | 1970 |